# Beitrittsvertrag 2003

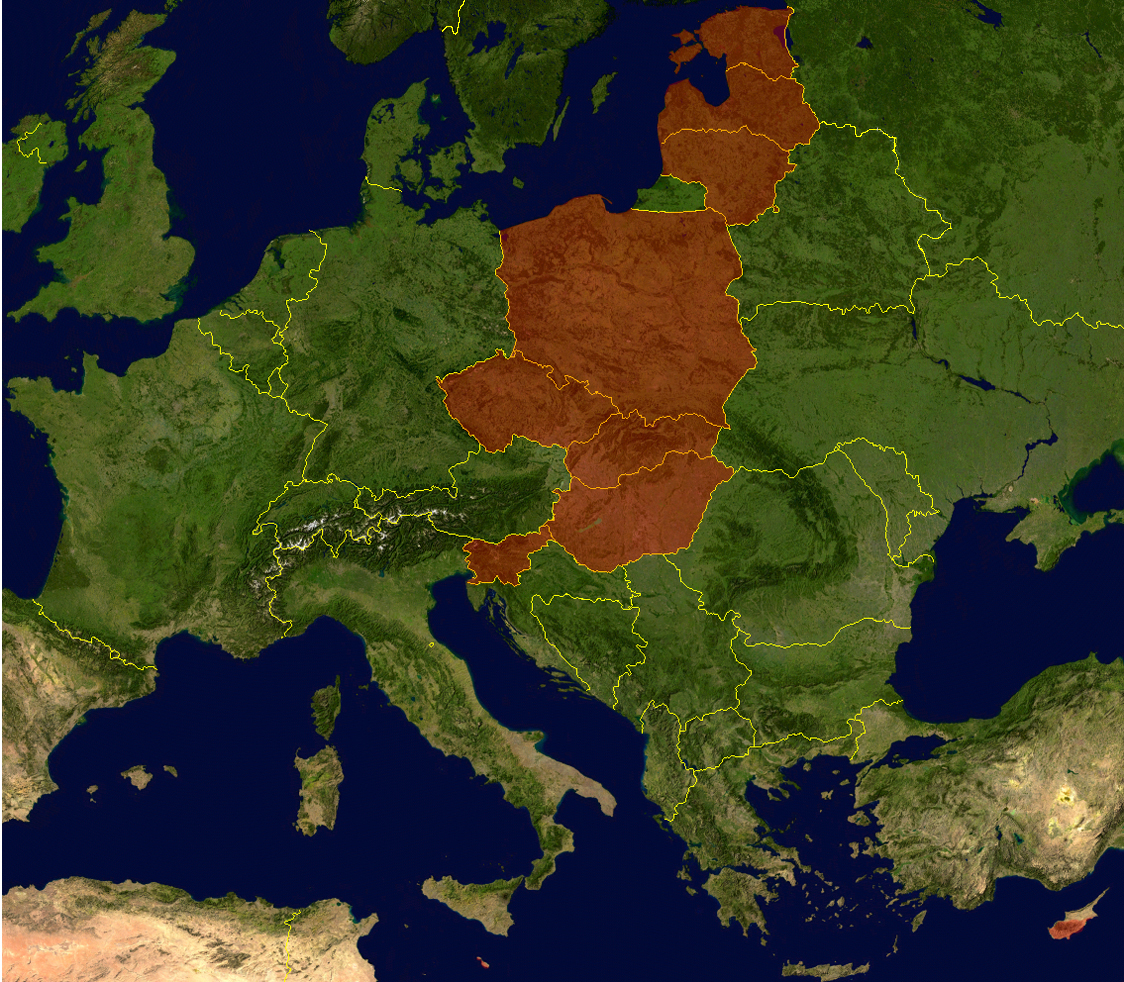
Die zehn Beitrittsländer von 2004

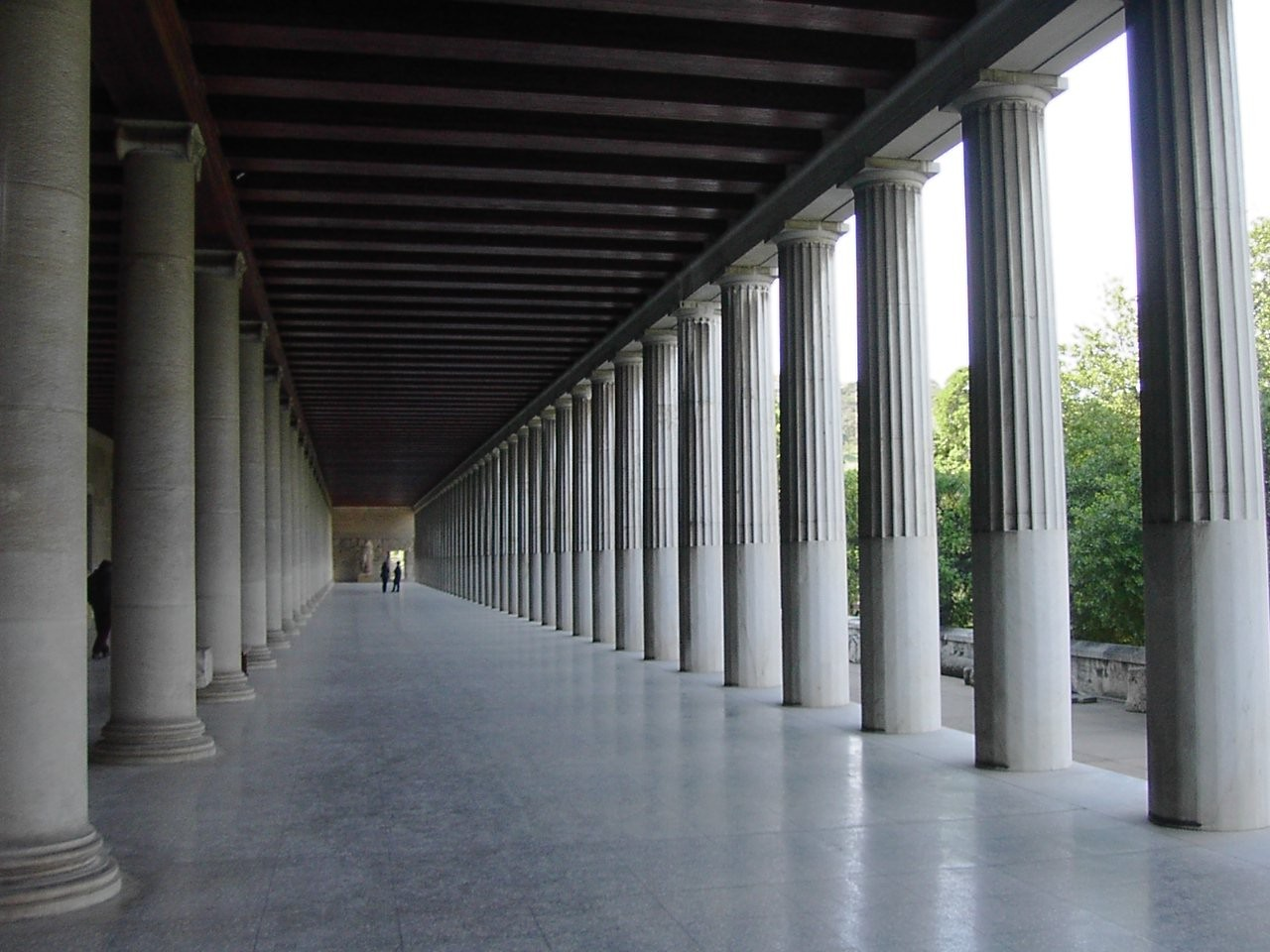
Die wiederaufgebaute Stoa des Attalos auf der Agora in Athen, der Unterzeichnungsort des Beitrittsvertrags

Der Beitrittsvertrag 2003 ist ein Vertrag zwischen der Europäischen Union und den zehn Ländern Tschechien, Estland, Republik Zypern, Lettland, Litauen, Ungarn, Malta, Polen, Slowenien, Slowakei über den Beitritt dieser Länder zur EU. Gleichzeitig änderte der Vertrag einige Bestimmungen, die ursprünglich durch den Vertrag von Nizza festgelegt worden waren.
Der Beitrittsvertrag 2003 wurde am 16. April 2003 in der Stoa des Attalos auf der antiken Agora in Athen von den Staats- und Regierungschefs sowie den Außenministern der EU-Mitgliedstaaten und den Vertretern der zehn Beitrittsländer unterzeichnet und wurde zusammen mit den anderen Beschlüssen zur Erweiterung am 23. September 2003 im Amtsblatt der Europäischen Union veröffentlicht. Er gilt als „monströses Vertragswerk“ mit insgesamt ca. 5000 Seiten und umfasst außer dem eigentlichen Vertrag die Einzelverträge mit den Beitrittsländern, Übergangsbestimmungen und viele weitere Abkommen.
Er trat am 1. Mai 2004 in Kraft und baute auf dem Vertrag von Nizza auf, der die EU-Erweiterung 2004 vorbereitet hatte. Der Beschluss zur Erweiterung war – nach über zehnjährigen Beitrittsvorbereitungen bereits im Dezember 2002 in Kopenhagen endgültig gefasst worden. Unter anderem einigten sich die Mitgliedstaaten mit den Beitrittsländern auf ein Finanzpaket für die ersten Jahre nach der Erweiterung.
Der Titel des Hauptvertrags lautet: Vertrag zwischen dem Königreich Belgien, dem Königreich Dänemark, der Bundesrepublik Deutschland, der Hellenischen Republik, dem Königreich Spanien, der Französischen Republik, Irland, der Italienischen Republik, dem Großherzogtum Luxemburg, dem Königreich der Niederlande, der Republik Österreich, der Portugiesischen Republik, der Republik Finnland, dem Königreich Schweden, dem Vereinigten Königreich Großbritannien und Nordirland (Mitgliedstaaten Der Europäischen Union) und der Tschechischen Republik, der Republik Estland, der Republik Zypern, der Republik Lettland, der Republik Litauen, der Republik Ungarn, der Republik Malta, der Republik Polen, der Republik Slowenien, der Slowakischen Republik über den Beitritt der Tschechischen Republik, der Republik Estland, der Republik Zypern, der Republik Lettland, der Republik Litauen, der Republik Ungarn, der Republik Malta, der Republik Polen, der Republik Slowenien und der Slowakischen Republik zur Europäischen Union.
Der Vertrag selbst enthält die Namen und Unterschriften aller 25 Vertragspartner und hält den Grundsatz der Erweiterung um die zehn neuen Mitgliedstaaten fest. Für die Aufnahmebedingungen und die erforderlichen Anpassungen der EU-Verträge verweist der Vertrag auf die separate Akte, die Bestandteil des Vertrags wurde.

## Begriffe: Beitrittsdokumente/Beitrittsvertrag
Unter Beitrittsdokumenten bzw. dem Begriff „Dokumente betreffend den Beitritt […]“ versteht das Amtsblatt der Europäischen Union „die Gesamtheit derjenigen Rechtsakte, die nach den Beitrittsvorschriften und der bisherigen Beitrittspraxis für einen Beitritt unabdingbar sind“.
Der Beitritt 2003 umfasst daher:
- Stellungnahme der Kommission zu den Beitrittsanträgen[7]
- legislative Entschließungen des Europäischen Parlaments zu den Beitrittsanträgen[8]
- Beschluss des Rates über die Aufnahme der Beitrittskandidaten in die Europäische Union[9]
- Unterrichtung über das Inkrafttreten des Beitrittsvertrages[10]
- Beitrittsvertrag[11]
- Beitrittsakte[12]
- Anhänge zur Beitrittsakte nebst Anlagen[13]
- Protokolle zur Beitrittsakte[14]
- Schlussakte[15]

Der Ausdruck Beitrittsdokumente ist daher umfassender als der des Beitrittsvertrages.

## Aufbau des Beitrittsvertrages

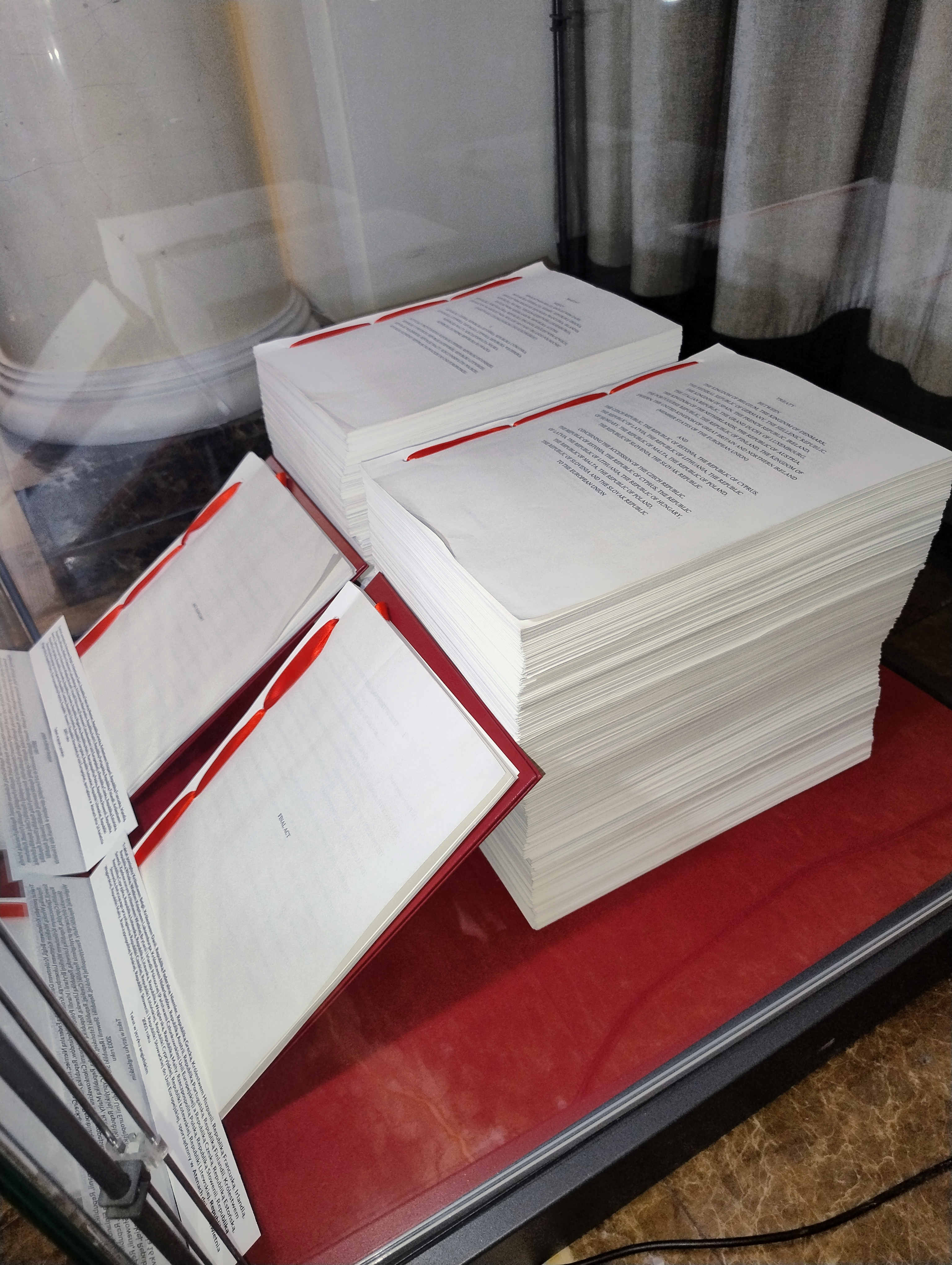
Beitrittsvertrag 2003

Dieses Beitrittsabkommen besteht laut Schlussakte aus vier Teilen:
- Beitrittsvertrag (Art. 1–3)
- Akte über die Bedingungen des Beitritts und die Anpassungen der Verträge, auf denen die Europäische Union beruht (Art. 1–62), sog. Beitrittsakte
- Texte[17], die der v.g. Akte beigefügt sind, bestehend aus:
  - Anhänge I–XVIII:[18]
    - I: Verzeichnis der Bestimmungen des in den Rahmen der EU einbezogenen Schengen-Besitzstands und der darauf beruhenden oder anderweitig damit zusammenhängenden Rechtsakte, die ab dem Beitritt für die neuen Mitgliedstaaten bindend und in ihnen anzuwenden sind (gemäß Artikel 3 der Beitrittsakte)
    - II: Liste nach Artikel 20 der Beitrittsakte
    - III: Liste nach Artikel 21 der Beitrittsakte
    - IV: Liste nach Artikel 22 der Beitrittsakte
    - V: Liste nach Artikel 24 der Beitrittsakte: Tschechische Republik
    - VI: Liste nach Artikel 24 der Beitrittsakte: Estland
    - VII: Liste nach Artikel 24 der Beitrittsakte: Zypern
    - VIII: Liste nach Artikel 24 der Beitrittsakte: Lettland
    - IX: Liste nach Artikel 24 der Beitrittsakte: Litauen
    - X: Liste nach Artikel 24 der Beitrittsakte: Ungarn
    - XI: Liste nach Artikel 24 der Beitrittsakte: Malta
    - XII: Liste nach Artikel 24 der Beitrittsakte: Polen
    - XIII: Liste nach Artikel 24 der Beitrittsakte: Slowenien
    - XIV: Liste nach Artikel 24 der Beitrittsakte: Slowakei
    - XV: Obergrenzen der zusätzlichen Verpflichtungen gemäß Artikel 32 Absatz 1 der Beitrittsakte
    - XVI: Liste nach Artikel 52 Absatz 1 der Beitrittsakte
    - XVII: Liste nach Artikel 52 Absatz 2 der Beitrittsakte
    - XVIII: Liste nach Artikel 52 Absatz 3 der Beitrittsakte

  - Protokolle Nr. 1–10:
    - Protokoll Nr. 1 über die Änderungen der Satzung der Europäischen Investitionsbank
    - Protokoll Nr. 2 über die Umstrukturierung der Tschechischen Stahlindustrie (inkl. Anhang 1–4)
    - Protokoll Nr. 3 über die Hoheitszonen des Vereinigten Königreichs Großbritannien und Nordirland auf Zypern (inkl. Anhang und Erklärung der EU-Kommission)
    - Protokoll Nr. 4 über das Kernkraftwerk Ignalina in Litauen
    - Protokoll Nr. 5 über den Transit von Personen auf dem Landweg zwischen dem Kaliningrader Gebiet und den übrigen Teilen der Russischen Föderation
    - Protokoll Nr. 6 über den Erwerb von Zweitwohnsitzen in Malta
    - Protokoll Nr. 7 über den Schwangerschaftsabbruch in Malta
    - Protokoll Nr. 8 über Umstrukturierungen in der Polnischen Stahlindustrie (inkl. Anhang 1–4)
    - Protokoll Nr. 9 betreffend die Reaktoren 1 und 2 des Kernkraftwerks Bohunice V1 in der Slowakei
    - Protokoll Nr. 10 über Zypern
- Schlussakte
  - Text der Schlussakte
  - Erklärungen der Bevollmächtigten
  - Sonstige Erklärungen
    - Gemeinsame Erklärungen: Die derzeitigen Mitgliedstaaten/Estland
    - Gemeinsame Erklärungen: Mehrere derzeitige Mitgliedstaaten/Mehrere neue Mitgliedstaaten
    - Gemeinsame Erklärungen der derzeitigen Mitgliedstaaten
    - Gemeinsame Erklärungen mehrerer derzeitiger Mitgliedstaaten
    - Allgemeine Gemeinsame Erklärung der derzeitigen Mitgliedstaaten
    - Gemeinsame Erklärungen mehrerer neuer Mitgliedstaaten
    - Erklärungen der Tschechischen Republik
    - Erklärungen der Republik Estland
    - Erklärungen der Republik Lettland
    - Erklärungen der Republik Litauen
    - Erklärungen der Republik Malta
    - Erklärungen der Republik Polen
    - Erklärungen der Republik Slowenien
    - Erklärungen der Kommission der Europäischen Gemeinschaften

  - Briefwechsel

## Bestimmungen des Vertrags
Ein großer Teil der Texte befasste sich mit den Übergangsfristen und den Finanzhilfen für die Beitrittsländer. Aber auch allgemeine, teilweise bereits im Vertrag von Nizza festgelegten Bestimmungen berührten den Erweiterungsvertrag. So wurde beispielsweise in den Übergangsbestimmungen das Datum der Einführung der neuen Doppelten Mehrheit im Rat der Europäischen Union vom 1. Januar 2005 auf den 1. November 2004 verschoben.

## Zeittafel der Europäischen Verträge
| Unterz. In Kraft Vertrag                    | 1948 Brüsseler Pakt                                               | 1951 1952 Paris                                                   | 1954 1955 Pariser Verträge                      | 1957 1958 Rom                                       | 1965 1967 Fusions- vertrag                          | 1986 1987 Einheitliche Europäische Akte | 1992 1993 Maastricht     | 1992 1993 Maastricht          | 1997 1999 Amsterdam           | 2001 2003 Nizza        | 2001 2003 Nizza | 2007 2009 Lissabon |  |  |  |  |  |  |  |  |  |
|                                             |                                                                   |                                                                   |                                                 |                                                     |                                                     |                                         |                          |                               |                               |                        |                 |                    |  |  |  |  |  |  |  |  |  |
| Europäische Gemeinschaften                  | Europäische Gemeinschaften                                        | Drei Säulen der Europäischen Union                                | Drei Säulen der Europäischen Union              | Drei Säulen der Europäischen Union                  | Drei Säulen der Europäischen Union                  | Drei Säulen der Europäischen Union      |                          |                               |                               |                        |                 |                    |  |  |  |  |  |  |  |  |  |
|                                             | Europäische Atomgemeinschaft (Euratom)                            | Europäische Atomgemeinschaft (Euratom)                            | →                                               |                                                     |                                                     |                                         | ←                        |                               |                               |                        |                 |                    |  |  |  |  |  |  |  |  |  |
|                                             |                                                                   |                                                                   | →                                               | Europäische Gemeinschaft für Kohle und Stahl (EGKS) | Europäische Gemeinschaft für Kohle und Stahl (EGKS) | Vertrag 2002 ausgelaufen                | Vertrag 2002 ausgelaufen |                               | Europäische Union (EU)        | Europäische Union (EU) |                 |                    |  |  |  |  |  |  |  |  |  |
|                                             |                                                                   |                                                                   | →                                               | Europäische Wirtschaftsgemeinschaft (EWG)           | Europäische Wirtschaftsgemeinschaft (EWG)           |                                         | ←                        | Europäische Gemeinschaft (EG) | Europäische Gemeinschaft (EG) | Europäische Union (EU) |                 |                    |  |  |  |  |  |  |  |  |  |
|                                             |                                                                   |                                                                   | →                                               | Justiz und Inneres (JI)                             |                                                     |                                         | ←                        | Europäische Gemeinschaft (EG) | Europäische Gemeinschaft (EG) | Europäische Union (EU) |                 |                    |  |  |  |  |  |  |  |  |  |
|                                             | Polizeiliche und justizielle Zusammenarbeit in Strafsachen (PJZS) | Polizeiliche und justizielle Zusammenarbeit in Strafsachen (PJZS) | →                                               | Justiz und Inneres (JI)                             | ←                                                   |                                         |                          |                               |                               | Europäische Union (EU) |                 |                    |  |  |  |  |  |  |  |  |  |
| Europäische Politische Zusammenarbeit (EPZ) | →                                                                 | Gemeinsame Außen- und Sicherheitspolitik (GASP)                   | Gemeinsame Außen- und Sicherheitspolitik (GASP) | Gemeinsame Außen- und Sicherheitspolitik (GASP)     | ←                                                   |                                         |                          |                               |                               | Europäische Union (EU) |                 |                    |  |  |  |  |  |  |  |  |  |
| Westunion (WU)                              | Westunion (WU)                                                    | Westeuropäische Union (WEU)                                       | Westeuropäische Union (WEU)                     | Westeuropäische Union (WEU)                         | Westeuropäische Union (WEU)                         |                                         |                          |                               |                               | Europäische Union (EU) |                 |                    |  |  |  |  |  |  |  |  |  |
| Westunion (WU)                              | Westunion (WU)                                                    | Westeuropäische Union (WEU)                                       | Westeuropäische Union (WEU)                     | Westeuropäische Union (WEU)                         | Westeuropäische Union (WEU)                         | aufgelöst zum 1. Juli 2011              |                          |                               |                               |                        |                 |                    |  |  |  |  |  |  |  |  |  |
|                                             |                                                                   |                                                                   |                                                 |                                                     |                                                     |                                         |                          |                               |                               |                        |                 |                    |  |  |  |  |  |  |  |  |  |